# Punta Soffia (Trinity-Halbinsel)
Punta Soffia (spanisch) ist eine Landspitze im Westen der Trinity-Halbinsel im Grahamland auf der Antarktischen Halbinsel. Sie liegt unmittelbar südlich des Kap Legoupil im Covadonga Harbor zwischen dem Punta Figueroa und dem Ross Point.
Wissenschaftler der 5. Chilenischen Antarktisexpedition (1950–1951) benannten sie nach Gustavo Soffia, der bei dieser Forschungsreise zur Besatzung der Angamos gehört hatte.